# Alkohol benzylowy
Alkohol benzylowy, C
6H
5CH
2OH – organiczny związek chemiczny z grupy alkoholi aromatycznych.

## Właściwości fizyczne
W temperaturze pokojowej jest bezbarwną, cieczą o charakterystycznym zapachu i temperaturze wrzenia 205,3 °C. Rozpuszcza się m.in. w etanolu i eterze dietylowym, słabo w wodzie.

## Występowanie
Występuje w postaci estrów w olejkach eterycznych, np. róży, jaśminu, hiacyntu.

## Zastosowanie
Alkohol benzylowy to dobry rozpuszczalnik, m.in. estrów i eterów celulozy, żywic, siarki, lakierów. Stosuje się go jako składniki kompozycji zapachowych. W przemyśle alkoholowym stosuje się go do produkcji likierów, wina aromatyzowanego, napojów na bazie wina aromatyzowanego i koktajli na bazie wina aromatyzowanego. W przemyśle spożywczym wykorzystuje się go do produkcji aromatów przeznaczonych do wyrobów cukierniczych łącznie z czekoladą oraz pieczywa cukierniczego i wyrobów ciastkarskich. Jego pochodne są stosowane w przemyśle farmaceutycznym.